# Josef Victor Rohon

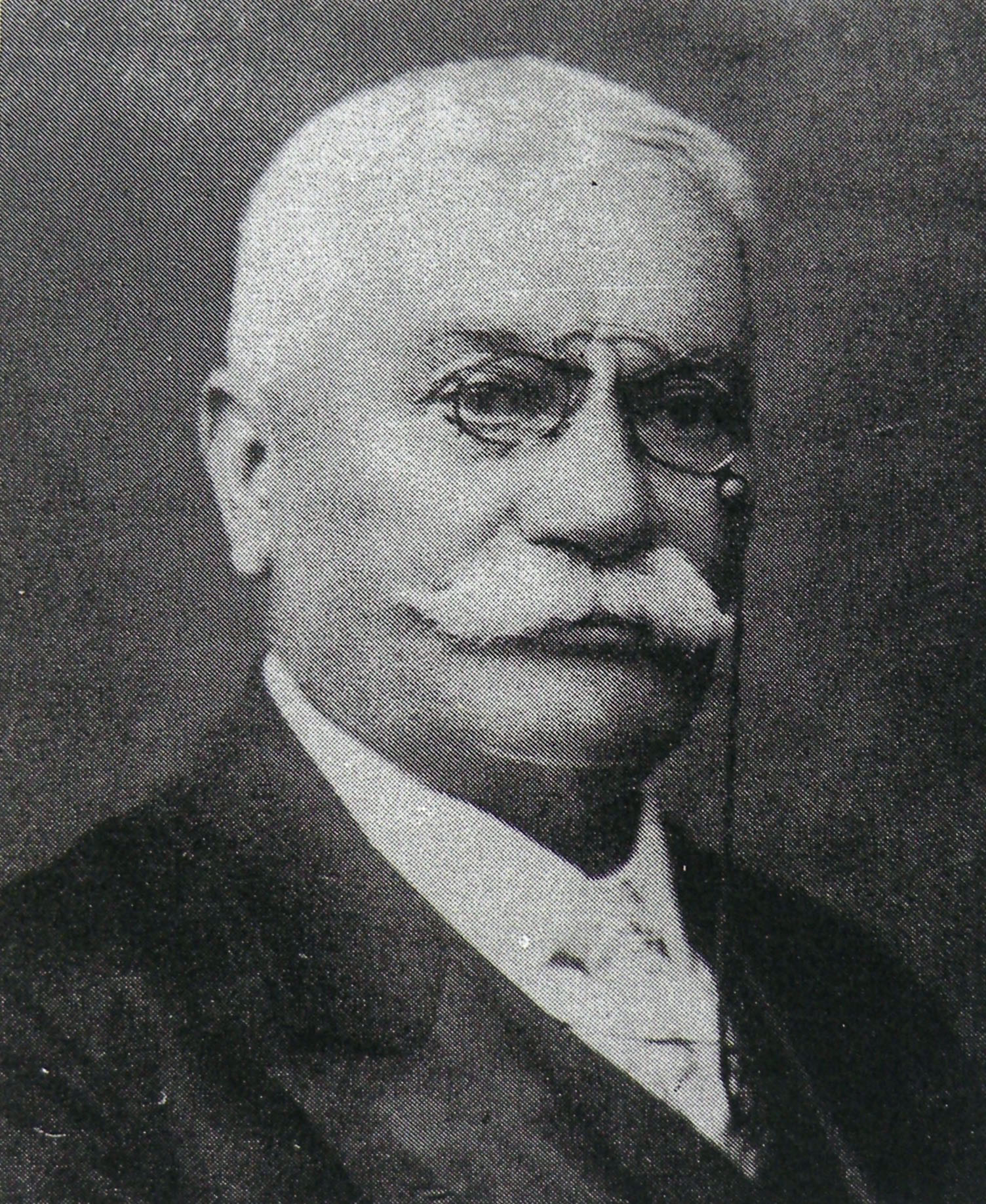
Josef Victor Rohon

Josef Victor Rohon, auch Rohony, Rohonyi (* 7. Mai 1845 in Temes-Buttyin; † 15. März 1923 in Prag) war ein rumänischer (alt-österreichischer) Neuroanatom und Paläontologe.

## Leben und Werk
Die evangelische Familie Rohon stammte aus dem nördlichen Teil Ungarns. Josef Victors Großvater Juraj (György) Rohonyi (1773–1831) war in Horný Kalník geboren und im evangelischen Lyceum Schemnitz erzogen worden. Er folgte mit seiner Familie einem späten Schwabenzug und siedelte sich im ungarischen „Unteren Land“ an. Juraj Rohonyi war politisch ein Vorläufer des von der evangelischen Kirche beeinflussten slowakischen Panslawismus und ein leidenschaftlicher Gegner der Ungarn. Mit seiner Frau Eva Plachlinsky hatte Juraj Rohonyi mindestens einen Sohn: Ferdinand (Nándor) Rohonyi  ein evangelischer Lehrer und Prediger in Glozsán. Ferdinand Rohonyi heiratete am 25. Juni 1844 Rosa (Rózsa) Wodár in Kleinschemlak in Rumänien. Dieser Ehe entstammte der offenbar einzige Sohn Josef Victor Rohon.
Rohon maturierte am 30. Jänner 1865 in Ödenburg, Ungarn. Am 14. Oktober 1867 immatrikulierte er sich an der evangelisch-theologischen Fakultät der Universität Wien, ging jedoch im Jänner 1869 bereits wieder von ihr ab und begann mit dem Sommersemester 1871 ein Medizinstudium in Wien. Neuroanatomie und Zoologie bildeten hierbei bald die neuen Interessensschwerpunkte. Im Rahmen seines Studiums arbeitete Rohon mit Theodor Meynert, Carl Claus  und Johann Kundrat wissenschaftlich zusammen; etwa 1882 lernte er auch Eduard Albert (1841–1900), Vorstand der ersten chirurgischen Klinik an der Universität Wien kennen.
Aus formalen Gründen konnte Rohon das Medizinstudium an der Universität Wien nicht abschließen und ging im Frühjahr 1883 nach München, wo er am 1. August 1884 magna cum laude promovierte. Als Opfer politischer Intrigen, die offenbar von Karl Langer von Edenberg (1819–1887) ausgingen, erhielt Rohon nach seinem Abschluss keine staatliche Anstellung. Er blieb bis 1888 in München und vertiefte sich in paläontologische Studien, mehrheitlich in Zusammenarbeit mit Karl Alfred von Zittel.
Im Frühjahr 1888 ging Rohon nach St. Petersburg, wo er bis 1895 unter angespannten finanziellen Verhältnissen als Privatgelehrter tätig war; in diesen Lebensabschnitt fallen paläontologische Publikationen und Sammelexkursionen.
1895 wurde er als außerordentlicher Professor für Histologie (später auch für Embryologie) an die k.k. böhmische Karl-Ferdinands-Universität in Prag berufen. Diese Berufung folgte auf ein Separatvotum, das Karel Maydl (1853–1903), ehemaliger Assistent Alberts und seit 1891 ordentlicher Professor an der böhmischen Universität in Prag, und Arnold Spina (1850–1918) eingebracht hatten. Die Ernennung zum außerordentlichen Professor erfolgte am 5. August 1895. Am 14. Februar 1903 wurde Rohon schließlich zum ordentlichen Professor für Histologie und Embryologie ad personam ernannt, am 30. September 1915 trat er siebzigjährig als Hofrat in den Ruhestand.
Im Alter von 56 Jahren heiratete er seine Frau Božena, mit der er fünf Kinder hatte.
Von seinen 31 wissenschaftlichen Veröffentlichungen widmen sich neun der Neuroanatomie, 22 der Paläontologie (vorwiegend der Paläoichthyologie). In der neuroanatomischen Arbeit „Histiogenese des Rückenmarkes der Forelle“ von 1885 beschrieb Rohon erstmals spezielle Nervenzellen im Rückenmark von Fischen und Amphibien näher, die heute unter dem Namen „Rohon-Beard-Zellen“ bekannt sind. In einer paläontologischen Arbeit aus dem Jahr 1890 (Über unter-silurische Fische) beschrieb Rohon erstmals Reste von Wirbeltieren aus dem Ordovicium.

## Publikationen (Auswahl)
- Das Centralorgan des Nervensystems der Selachier. In: Denkschriften der kaiserlichen Akademie der Wissenschaften in Wien, mathematisch-naturwissenschaftliche Classe. 38, Wien 1877, S. 43–108.
- Ueber den Ursprung des Nervus vagus bei Selachiern mit Berücksichtigung der Lobi electrici von Torpedo. In: Arbeiten aus dem zoologischen Institute der Universität Wien und der zoologischen Station in Triest. 1 (3), Wien 1878, S. 1–22.
- Untersuchungen über den Bau eines Microcephalen-Hirnes. In: Arbeiten aus dem zoologischen Institute der Universität Wien und der zoologischen Station in Triest. 2 (1), Wien 1879, S. 1–58.
- Untersuchungen über Amphioxus lanceolatus. Ein Beitrag zur vergleichenden Anatomie der Wirbelthiere. In: Denkschriften der kaiserlichen Akademie der Wissenschaften in Wien, math.-naturwiss. Klasse. 45, Wien 1882, 2. Abt, S. 1–64.
- Zur Anatomie der Hirnwindungen bei den Primaten. München 1884.
- Histiogenese des Rückenmarkes der Forelle. In: Sitzungsberichte der mathematisch-physikalischen Classe der königlich bayerischen Akademie der Wissenschaften zu München. 14, 1885, München S. 38–57.
- Bau und Verrichtungen des Gehirns. Vortrag gehalten in der anthropologischen Gesellschaft zu München. Heidelberg 1887.
- mit K. A. Zittel: Ueber Conodonten. In: Sitzungsberichte der mathematisch-physikalischen Classe der königlich bayerischen Akademie der Wissenschaften zu München. 16, München 1887, S. 108–136.
- Über fossile Fische vom oberen Jenissei. In: Mémoires de l’Académie Impériale des Sciences de St.-Pétersbourg. 7. Ser., 36 (13), St. Petersburg 1889, S. 1–17.
- Die Dendrodonten des devonischen Systems in Russland. Palaeontologische und vergleichend-anatomische Studie. In: Mémoires de l’Académie Impériale des Sciences de St.-Pétersbourg. 7. Ser., 36 (14), St. Petersburg 1889, S. 1–53.
- Über unter-silurische Fische. In: Bulletin de l’Académie Impériale des Sciences de St.-Pétersbourg. N.S., 1, St. Petersburg 1890, S. 269–277.